# Hendrina Stenmanns
Hendrina Stenmanns, C.M.S.Sp.S., řeholním jménem Josefa (28. května 1852, Issum – 20. května 1903, Steyl) byla německá římskokatolická řeholnice, zakladatelka a členka kongregace Misijních služebnic Ducha Svatého. Katolická církev ji uctívá jako blahoslavenou.

## Život
Narodila se dne 28. května 1852 v Issumu jako nejstarší ze sedmi dětí Wilhelmu Franzi Stenmannsovi (1821–1887) a Anně Marii Wallboom (1825–1878).
Během svého dětství se začala zajímat o chudé a ostatní trpící, a navštěvovala je se svou matkou, aby jim poskytla duchovní i materiální útěchu. Na jaře roku 1858 nastoupila na obecnou školu. Dne 22. srpna 1867 přijala z rukou pomocného biskupa münsterské diecéze Johannese Boßmanna svátost biřmování.
Po dokončení školy pracovala jako tkadlena hedvábí. Roku 1871 vstoupila v Kapellenu u Geldernu do III. františkánského řádu. Jedna její teta se taktéž stala františkánskou terciářkou. Měla touhu po řeholním životě ve službě chudým, avšak v období Kulturkampf byly kláštery rozpuštěny. Po matčině smrti roku 1878 se starala o svého otce a sourozence.
Dne 12. února 1884 se přestěhovala do Nizozemska.  Tam se setkala se sv. Arnoldem Janssenem a začala sloužit jako pokojská v řeholním domě jím založené mužské Společnosti Božího Slova. Roku 1889 spoluzaložila spolu se sv. Arnoldem Janssenem a bl. Helenou Marií Stollenwerk ženskou řeholní kongregaci Misijních služebnic Ducha Svatého.
Dne 8. prosince 1889 vstoupila do postulátu jí spoluzaložené kongregace a dne 17. ledna 1892 v ní vstoupila do noviciátu. Ve stejném měsíci přijala řeholní hábit. V březnu roku 1894 složila své první dočasné řeholní sliby. Přijala řeholní jméno Josefa. V kongregaci poté měla na starosti formaci postulantek. Dne 11. září 1895 odcestovala spolu s dalšími řeholnicemi do Argentiny, aby zde pracovala na založení pobočky své kongregace. Roku 1898 se stala nástupkyní bl. Heleny Marie Stollenwerk v pozici představené kongregace. Dne 8. prosince 1901 složila své doživotní řeholní sliby.
Zemřela dne 20. května 1903 v Steylu na plicní chorobu. Před smrtí trpěla otoky a astmatickými záchvaty. Pohřbena je na hřbitově v Steyleru.

## Úcta

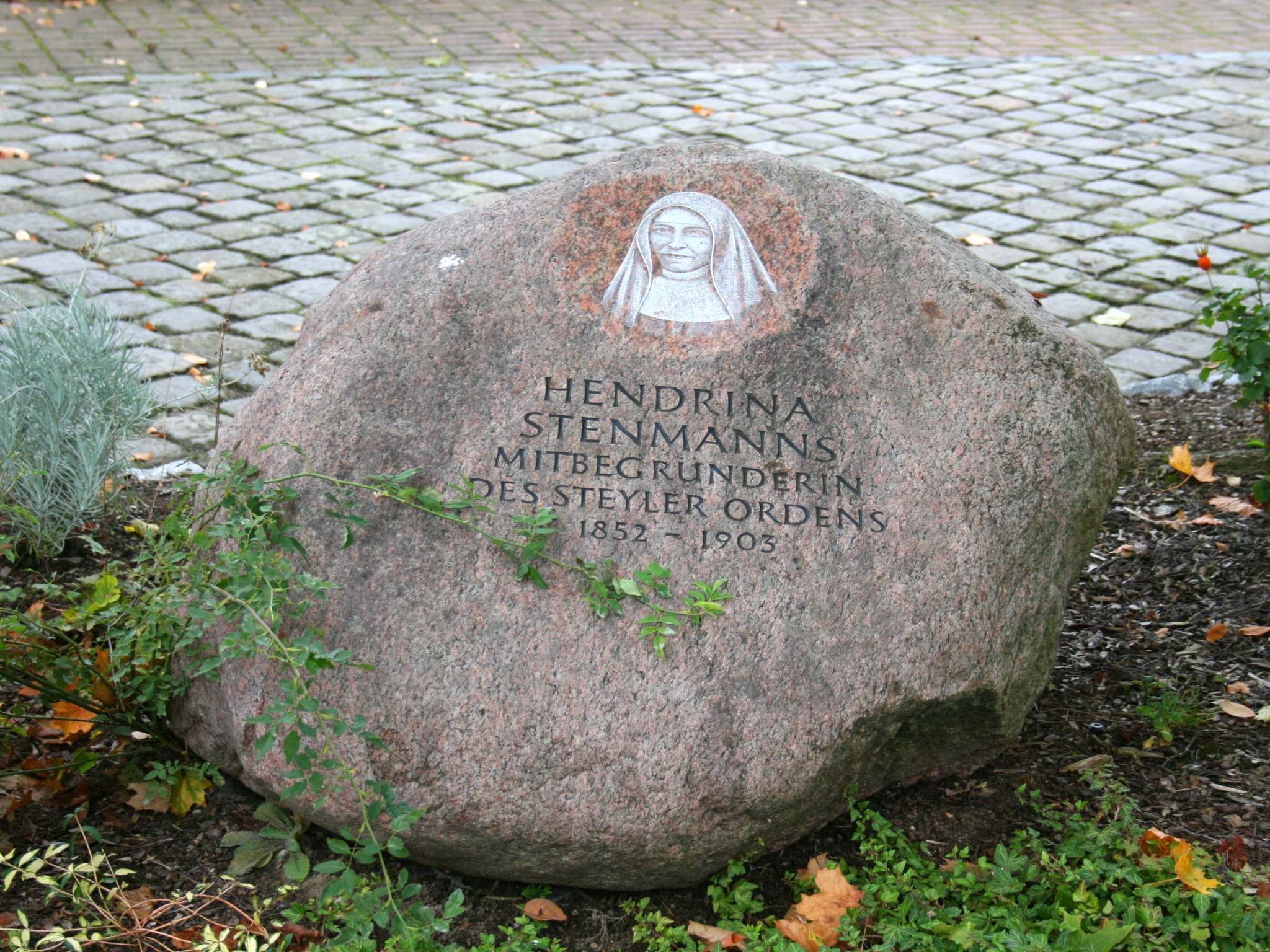
Pamětní kámen v její rodné obci

Její beatifikační proces započal dne 2. dubna 1982, čímž obdržela titul služebnice Boží. Dne 14. května 1991 ji papež sv. Jan Pavel II. podepsáním dekretu o jejích hrdinských ctnostech prohlásil za ctihodnou. Dne 1. června 2007 byl uznán zázrak na její přímluvu, potřebný pro její blahořečení.
Blahořečena pak byla dne 29. června 2008 ve venkovním divadle Open-air ve vesnici Steyl u Venlo. Obřadu předsedal jménem papeže Benedikta XVI. kardinál José Saraiva Martins.
Její památka je připomínána 20. května. Bývá zobrazována v řeholním oděvu. Je patronkou jí spoluzaložené kongregace.

### Externí odkaz
- (slovensky) https://www.verbisti.sk/nasi_svati/bl-jozefa-stenmanns/
- (italsky) https://www.santiebeati.it/dettaglio/93496
- (italsky) https://www.causesanti.va/it/santi-e-beati/josepha-hendrina-stenmanns.html
- (anglicky) https://www.vatican.va/news_services/liturgy/saints/2008/ns_lit_doc_20080629_stenmanns_en.html
- (anglicky) https://www.ssps-usa.org/ourroots_josepha.html
- (anglicky) https://www.svdcuria.org/public/liturgy/svdlit/js/js-en.htm%5B%5D